# Eutrofizáció

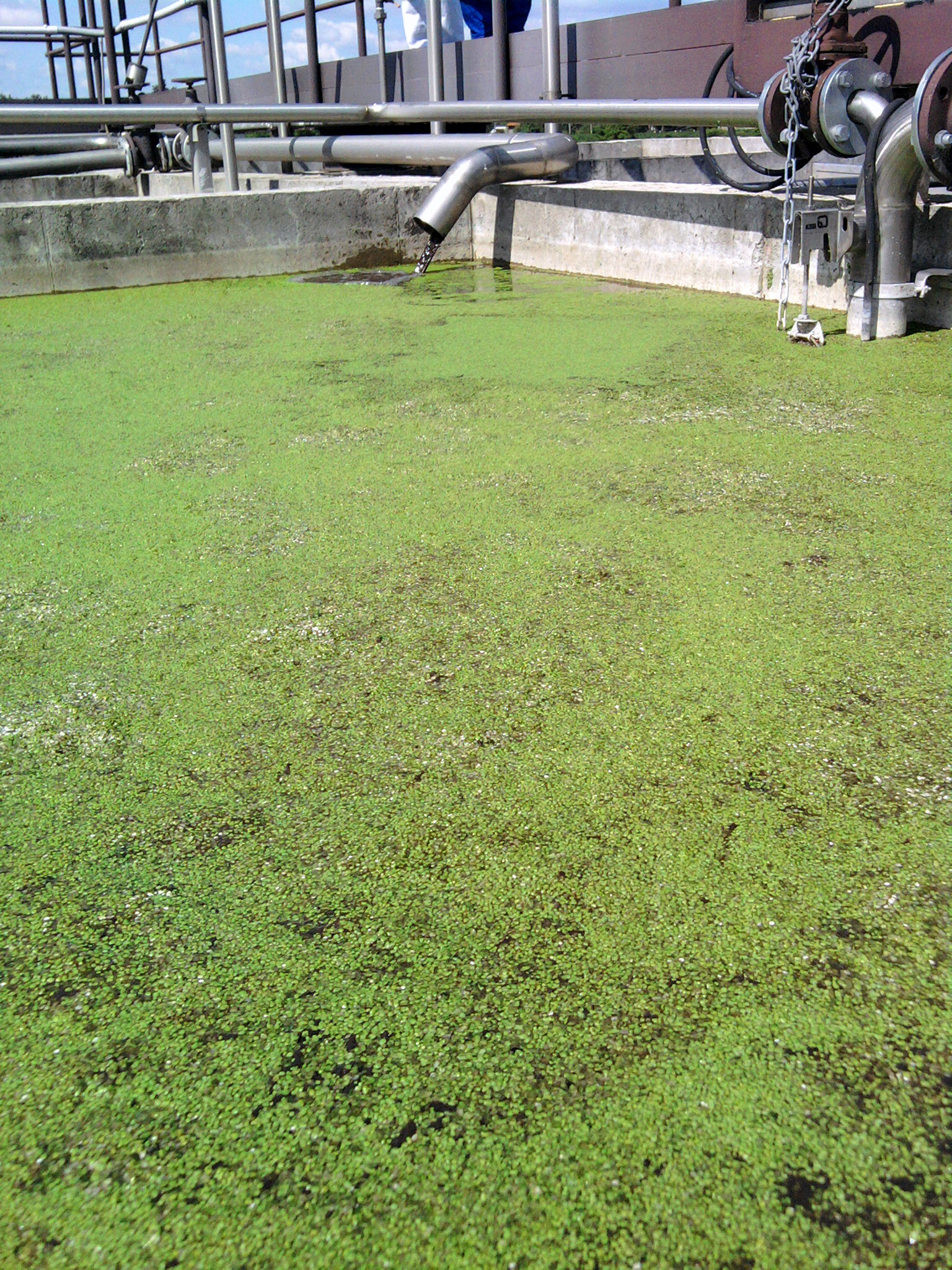
Elszaporodott növényi szervezetek a szennyvíz felszínén

Az eutrofizáció egy olyan folyamat, melynek során a vízben lévő foszfor és nitrogén túl nagy mennyisége a víz elalgásodásához vezet. Eutrofizálódás folyamán az állóvizekben a tápanyag feldúsul, ezért elszaporodnak az elsődleges termelő szervezetek: a fitoplankton, a gyökerező hínár- és mocsári növények. Az eutrofizáció természetes és mesterséges tavakban egyaránt előfordul. Vízfolyások esetén az eutrofizáció jelensége a hígulás, valamint az elkeveredés jelensége miatt nem olyan jelentős.

## Eredete
Szennyvízkibocsátás és természetes folyamat által.

### Szennyeződés
A növényi tápanyag - elsősorban foszfor- és nitrogénvegyületek főleg emberi tevékenységből származnak, mezőgazdaságból, iparból és közlekedésből, és nem utolsósorban a háztartásokból szennyvízkibocsátás által.

### Természetes út
A növényi tápanyagok természetes úton is bekerülhetnek tavainkba: befolyással, széllel érkezve, esővízzel bemosódva. 

## Tápanyagok-beindító folyamat
Az eutrofizálódást okozó növényi tápanyagokon főleg az ortofoszfátot és a különböző nitrogénformákat értjük, mint a nitrit, a nitrát és az ammónium. Általában az eutrofizálódás beindulása szempontjából az ortofoszfátot tartjuk a fontosabb tényezőnek, mert ez van limitáló mennyiségben, tehát a nitrogénformák feleslegben szoktak lenni a foszfáthoz viszonyítva, ettől azonban helyenként lehetnek eltérések.

## Következmények
A vízfelszín növénnyel borítottsága fordítottan arányos a növények számára rendelkezésre álló fény mennyiségével: minél dúsabb a növényzet, annál kevesebb fény jut a víz alsóbb rétegeibe. Így a növények, bár túlzottan elszaporodnak, saját pusztulásukat idézik elő. Amikor a fitoplankton elpusztul, a baktériumok bontani kezdik (mineralizálják). Ez a folyamat a vízben lévő oxigént felhasználja. A növényi elszaporodás nagyobb léptékű pusztuláshoz, azaz oxigénhiányhoz vezet, melynek egyenes következménye az állatok pusztulása. A nagy mennyiségben rendelkezésre álló tápanyagokat olyan fitoplanktonikus szervezetek is felhasználhatják, melyek méreganyagokat termelnek. Ezek a mérgek bekerülhetnek a táplálékláncba, így más fajok pusztulását idézhetik elő.

## Megelőzés
A vízszennyezés megelőzését természetvédelmi előírások betartásával,   foszfortartalmú mosóporok használatának csökkentésével lehet elérni.